# Microchthonius elegantissimus
Espèce
Microchthonius elegantissimus est une espèce de pseudoscorpions de la famille des Chthoniidae.

## Distribution
Cette espèce est endémique de Croatie. Elle se rencontre dans la grotte Jama Golubinka u Kalaševin Dugin Njivaman à Kladnjice.

## Description
La femelle holotype mesure 1,41 mm.

## Publication originale
- Ćurčić, Rađa, Ćurčić, Ilić, Tomić & Makarov, 2013 : Microchthonius elegantissimus n. sp., a new troglobitic pseudoscorpion (Chthoniidae, Pseudoscorpiones) from Croatia. Archives of Biological Science, Belgrade, vol. 65, no 1, p. 405-410.